# ونسا بل
ونسا بل (نام خانوادگی استیون ۳۰ مه ۱۸۷۹–۷ آوریل ۱۹۶۱) نقاش، طراح داخلی زن اهل کشور انگلستان بود. او یکی از اعضای حلقهٔ بلومزبری و خواهر ویرجینیا وولف بود.

## ابتدای زندگی و تحصیلات

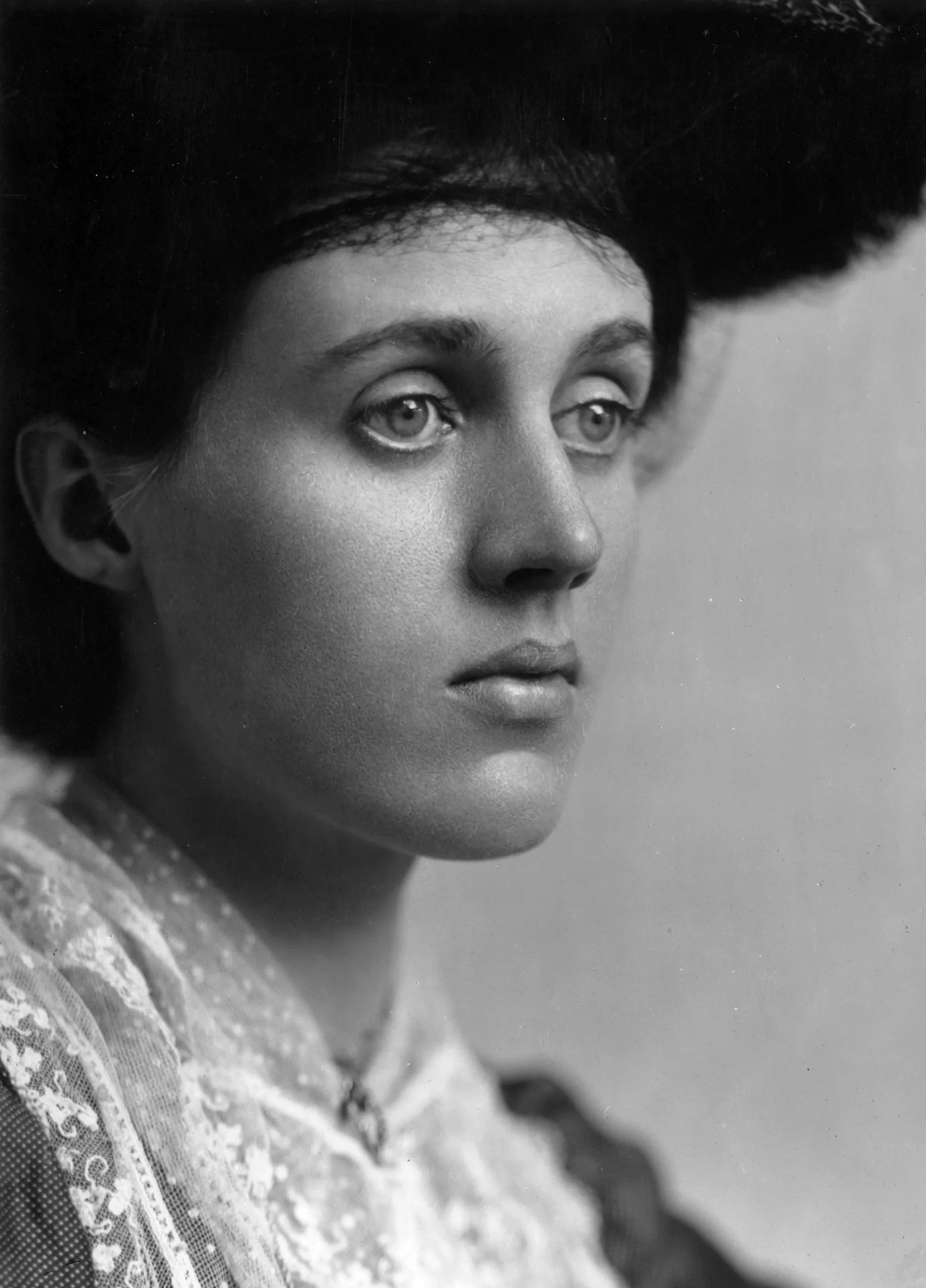
ونسا بل در سال 1902

ونسا استیون دختر ارشد سِر لسلی استیون و جولیا پرینسپ داکورث بود. خانواده او که شامل خواهرش ویرجینیا ;برادرش توبی (۱۸۸۰–۱۹۰۶) و آدریان (۱۸۸۳–۱۹۴۸) و برادران ناتنی خود جرج هربرت داکورث و جرالد داکورث می‌شدند در خانه‌ای در خیابان ۲۲ هاید پارک، وست‌مینستر لندن زندگی می‌کردند. او تحصیلات خود را با موضوعات زبان، ریاضیات، تاریخ در خانه انجام داد. وی پیش از رفتن به کلاسهای سِر آرتور کوپ در سال ۱۹۸۶ نقاشی در خانه را نزد ابنیزر ویک کوک آموزش دید و پس از آن در سال ۱۹۰۱ به آکادمی سلطنتی هنر رفت و به تحصیل نقاشی ادامه داد.
بعدها وی مدعی شد که توسط برادران ناتنی خود جرج و جرالد داکورث مورد تعرض جنسی قرار گرفته‌است.